# Canillejas
Canillejas – dzielnica Madrytu, jedna z ośmiu w dystrykcie San Blas-Canillejas. W 2020 roku zamieszkana przez 29 047 osób. Powierzchnia dzielnicy wynosi 1,6 km².

## Historia
Canillejas zostało założone w XIII wieku, co czyni je jednym z najstarszych regionów Madrytu. Pozostawało odrębną gminą, podlegającą Alcalá de Henares. W 1949 roku zostało zaanektowane w granice Madrytu.
W 2012 roku zmieniono nazwę dystryktu San Blas na San Blas-Canillejas, celem upamiętnienia historii gminy.

## Demografia
Według danych z 2020 roku dzielnicę zamieszkiwało 29 047 osób, w tym 13 607 mężczyzn (46,8%) i 15 440 kobiet. Średnia wieku wynosiła 45,2 lata (w porównaniu do 42,7 w dystrykcie i 43,6 w całym Madrycie).
Około 16,5% populacji Canillejas stanowili obcokrajowcy. Wśród nich największe grupy to Rumuni (19,2%) i Wenezuelczycy (9%).

## Transport
Dzielnica jest obsługiwana przez linię 5 madryckiego metra. Na obszarze dzielnicy znajduje się stacja Canillejas, wybudowana w 1980 roku.
Na obszarze Canillejas znajduje się również zajezdnia metra.